# Вулиця Вовка (Львів)
Вулиця Во́вка — вулиця у Личаківському районі міста Львів, у місцевості Великі Кривчиці. Пролягає від вулиці Богданівської до тупика.

## Історія та забудова
Вулиця виникла у складі села Великі Кривчиці під назвою Спадиста. У 1992 році отримала сучасну назву на честь українського етнографа, публіциста та археолога Федора Вовка.
Забудована одноповерховими приватними будинками 1930-х—1960-х років, також є і сучасні садиби.